# Babka złocista
Babka złocista (Gobius auratus) – gatunek ryby z rodziny babkowatych (Gobiidae).

## Występowanie
Wschodni Atlantyk od północnej Hiszpanii po Maderę i Wyspy Kanaryjskie oraz Morze Śródziemne.
Żyje w głębszych, przybrzeżnych wodach na głębokości 5–30 (maksymalnie 80) metrów na dnie skalistym porośniętym algami i gorgoniami. Preferuje temperaturę 15–20° C.

## Cechy morfologiczne
Osiąga 10 cm długości. W płetwach piersiowych 7 twardych i 14 miękkich promieni, w płetwie odbytowej 1 twardy i 13 miękkich promieni. W płetwach piersiowych 18–19 promieni.

## Znaczenie
Hodowana w akwariach.